# 拼寫檢查

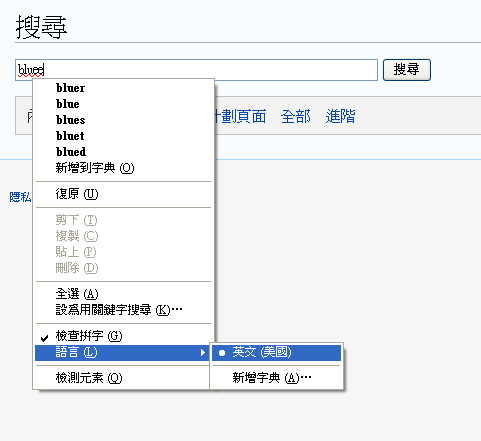
Mozilla Firefox的拼字檢查功能，這是輸入「bluee」的結果

拼写检查，又叫拼字檢查，是对字词的拼写进行检查的功能，能够在一篇文档中标记可能拼写错误的词。拼写检查可以是一个独立的应用程序，也可以更大的应用程序的一部分，如文字处理器、邮箱客户端、电子词典和搜索引擎等。

## 操作
简单的拼写检查器操作单独的词，将每一个词与词典中的内容相比较，可能对词进行词干处理。如果一个词在词典中不存在，就被认为是一个错误，并试图提示一个最可能是要输入的词。提示单词的一个算法就是列出词典中与原词具有最小編輯距離的词。
如果一个词在词典中不存在，大多数拼写检查器提供一个选项将这个词加入一个忽略列表，而不标记出来。

## 代表软件
- Microsoft Office
- WPS